# Aphodaulacus kabaki
Aphodaulacus kabaki är en skalbaggsart som beskrevs av Frolov 2001. Aphodaulacus kabaki ingår i släktet Aphodaulacus och familjen Aphodiidae. Inga underarter finns listade i Catalogue of Life.